# Xavier Amaechi
Xavier Amaechi (Bath, 5 januari 2001) is een voetballer met zowel de Engelse als de Nigeriaanse nationaliteit die doorgaans als rechtsbuiten speelt. In 2019 maakte hij in de DFB-Pokal namens Hamburger SV zijn debuut in het betaalde voetbal. Sinds juli 2025 staat hij onder contract bij het Engelse Plymouth Argyle.

## Clubloopbaan

### Jeugd
Amaechi begon op zevenjarige leeftijd in de jeugdopleiding van Fulham. In 2013, op twaalfjarige leeftijd, werd hij gescout door Arsenal, waar hij de overstap maakte naar de jeugdopleiding van The Gunners. Daar doorliep hij alle jeugdelftallen in de onderbouw en speelde hij uiteindelijk zijn wedstrijden in het team onder-18.
Op 22 april 2017 maakte Amaechi op vijftienjarige leeftijd zijn debuut in de onder-18 van Arsenal tijdens een thuiswedstrijd tegen Liverpool –18. Hij kwam in de 81e minuut binnen de lijnen.[2] In het seizoen 2018/19 maakte hij definitief de overstap naar deze leeftijdscategorie en scoorde op 25 november zijn eerste doelpunten in de met 6-0 gewonnen wedstrijd tegen Tottenham Hotspur –18. Hij was verantwoordelijk voor zowel de 3-0 als de 6-0. In januari 2018 tekende Amaechi zijn eerste profcontract bij Arsenal.
Kort daarna werd hij toegevoegd aan de selectie van Arsenal –23, onder leiding van trainer Fredrik Ljungberg. Na een korte invalbeurt tegen Swansea City –21 stond hij op 28 januari 2018 voor het eerst in de basis, tijdens de uitwedstrijd tegen Sunderland –23. In het seizoen 2018/19 maakte hij op 11 augustus zijn eerste doelpunt in de Premier League 2, tijdens de openingsronde. In de spectaculaire met 6-5 gewonnen thuiswedstrijd tegen Manchester City –23 bracht hij zijn ploeg in de 41e minuut op een 1-3 achterstand.Aan het einde van dat seizoen vertrok Amaechi naar Hamburger SV.

### Hamburger SV
In de zomer van 2019 tekende Amaechi een vierjarig contract bij Hamburger SV. De club betaalde een transfersom van circa € 2,5 miljoen om het jonge talent over te nemen van Arsenal. Op 11 augustus 2019 maakte hij zijn officiële debuut tijdens de eerste ronde van de DFB-Pokal, in de uitwedstrijd tegen Chemnitzer FC. In de eerste helft van de verlenging kwam hij binnen de lijnen als vervanger van David Kinsombi. Ondanks zijn debuut kreeg hij in de daaropvolgende weken weinig speeltijd van trainer Dieter Hecking. Pas op 22 september, tijdens de zevende speelronde van de competitie, maakte hij zijn debuut in de 2. Bundesliga. In de thuiswedstrijd tegen Erzgebirge Aue werd hij in de 72e minuut ingebracht voor Jeremy Dudziak. Later in het seizoen 2019/20 speelde hij nog één competitiewedstrijd: op 23 november kwam hij in de 76e minuut binnen de lijnen voor Sonny Kittel in het duel tegen Holstein Kiel.
Ondanks de aanstelling van de nieuwe trainer Daniel Thioune kwam Amaechi ook in het seizoen 2020/21 nauwelijks aan spelen toe. Tot aan de winterstop kwam hij slechts twee keer in actie. Om meer minuten te maken, werd hij in de tweede seizoenshelft verhuurd aan Karlsruher SC. Na een half jaar keerde hij terug bij Hamburger SV, maar al snel volgde een nieuwe verhuur: ditmaal voor zes maanden aan Bolton Wanderers uit de EFL League One. Deze periode werd later met nog eens zes maanden verlengd. Na zijn terugkeer uit Engeland kreeg Amaechi te maken met Tim Walter als nieuwe hoofdtrainer. In de openingswedstrijd van het seizoen 2022/23 tegen Eintracht Braunschweig kwam hij in de 60e minuut binnen de lijnen als vervanger van László Bénes. Niet lang daarna sloeg het noodlot toe: een enkelblessure hield hem geruime tijd aan de kant.[6] Na zijn herstel volgden enkele korte invalbeurten, maar opnieuw raakte hij geblesseerd, ditmaal vlak na de winterstop. Hoewel hij later weer fit werd, kwam Amaechi niet meer voor in de plannen van Walter en bleef verdere speeltijd uit. Aan het einde van het seizoen liep zijn contract af, waarna hij besloot transfervrij te vertrekken en een nieuw avontuur aan te gaan bij 1. FC Magdeburg.

#### Verhuur aan Karlsruher SC
In januari 2021 werd Amaechi voor een half jaar verhuurd aan Karlsruher SC. Enkele dagen later maakte hij zijn debuut in de thuiswedstrijd tegen 1. 1. FC Heidenheim. Trainer Christian Eichner bracht hem in de 78e minuut binnen de lijnen als vervanger van Benjamin Goller. Amaechi slaagde er niet in een vaste basisplaats af te dwingen. Gedurende de rest van het seizoen stond hij alleen in het duel met Eintracht Braunschweig aan de aftrap en kwam hij zeven keer als invaller in actie. In de zomer van 2021 keerde hij terug naar Hamburger SV.

#### Verhuur aan Bolton Wanderers
In de zomer van 2021 tekende Amaechi een huurovereenkomst voor zes maanden met Bolton Wanderers. Tijdens een oefenwedstrijd in de voorbereiding op het seizoen 2021/22 tegen Preston North End brak hij zijn middenvoetsbeentje, waardoor hij langdurig aan de kant stond. Op 12 november maakte hij zijn rentree in de thuiswedstrijd tegenCrewe Alexandra,waarin hij in de 87e minuut als invaller het veld betrad. Na enkele invalbeurten stond hij op 27 november voor het eerst in de basis, tijdens de twintigste speelronde tegen Cheltenham Town. In de met 2–2 gelijkgespeelde wedstrijd scoorde hij in de 26e minuut zijn eerste doelpunt voor de club. Kort na de jaarwisseling werd de huurovereenkomst met zes maanden verlengd. Gedurende de tweede seizoenshelft werd hij vooral als invaller ingezet. Aan het einde van het seizoen keerde Amaechi terug naar Hamburger SV.

### 1. FC Magdeburg
Begin juni 2023 tekende Amaechi een contract bij 1. FC Magdeburg, waarvan de looptijd niet bekend werd gemaakt. Hij maakte zijn debuut voor de voormalige Oost-Duitse club op de openingsspeeldag van het seizoen 2023/24, tijdens de uitwedstrijd tegen Wehen Wiesbaden. In de 81e minuut kwam hij als invaller binnen de lijnen voor Silas Gnaka. Onder trainer Christian Titz wist hij geen vaste basisplaats te veroveren. Tijdens de tweede ronde van de DFB-Pokalop 1 november, bij een 2–2 tussenstand tegen Holstein Kiel, bracht Titz hem in de 87e minuut in het veld. In de verlenging maakte Amaechi zijn eerste officiële treffer voor Magdeburg, waarmee hij de 2–3 eindstand bepaalde. Na een blessure van zijn concurrent Jason Čeka kreeg hij in de weken voor de winterstop meer speeltijd. Op 25 november stond hij voor het eerst aan de aftrap in de competitiewedstrijd tegen VfL Osnabrück. Enkele duels later, op 16 december, scoorde hij zijn eerste doelpunt in de 2. Bundesliga tijdens de met 2–3 verloren thuiswedstrijd tegen Fortuna Düsseldorf. Na een voorzet van Luc Castaignos tekende hij in de 37e minuut voor de 2–0,maar mede door twee doelpunten van Vincent Vermeij ging de zege alsnog verloren. Na de winterstop kampte Amaechi met knieklachten, waardoor hij nog maar weinig in actie kwam. Ondanks de komst van Martijn Kaars en Aleksa Marušić als concurrenten in de aanval, kwam Amaechi in het seizoen 2024/25 tot 25 officiële optredens voor 1. FC Magdeburg. Hij wist daarin vijf keer het net te vinden en droeg bij aan een uiteindelijke zevende plaats in de 2. Bundesliga. Na afloop van het seizoen keerde hij terug naar zijn geboorteland, waar hij een contract tekende bij Plymouth Argyle, uitkomend in de EFL League One.

### Plymouth Argyle
In de zomer van 2025 tekende Amaechi contract met onbekende looptijd bij Plymouth Argyle. Op 2 augustus maakte hij onder leiding van coach Tom Cleverley zijn basisdebuut voor de Engelse club tijdens de thuiswedstrijd tegen Barnsley.

## Clubstatistieken
| Seizoen                        | Club                  | Competitie        | Competitie | Competitie | Beker | Beker | Internationaal | Internationaal | Overig | Overig | Totaal | Totaal |
| Seizoen                        | Club                  | Competitie        | Wed.       | Dlp.       | Wed.  | Dlp.  | Wed.           | Dlp.           | Wed.   | Dlp.   | Wed.   | Dlp.   |
| ------------------------------ | --------------------- | ----------------- | ---------- | ---------- | ----- | ----- | -------------- | -------------- | ------ | ------ | ------ | ------ |
| 2019/20                        | Hamburger SV II       | Regionalliga Nord | 4          | 3          | –     | –     | –              | –              | –      | –      | 4      | 3      |
| 2019/20                        | Hamburger SV          | 2.Bundesliga      | 2          | 0          | 1     | 0     | –              | –              | –      | –      | 3      | 0      |
| 2020/21                        | Hamburger SV          | 2.Bundesliga      | 1          | 0          | 1     | 0     | –              | –              | –      | –      | 2      | 0      |
| 2020/21                        | Hamburger SV II       | Regionalliga Nord | 2          | 2          | –     | –     | –              | –              | –      | –      | 2      | 2      |
| 2020/21                        | → Karlsruher SC       | 2.Bundesliga      | 7          | 0          | –     | –     | –              | –              | –      | –      | 7      | 0      |
| 2021/22                        | → Bolton Wanderers FC | EFL League One    | 10         | 1          | 2     | 0     | –              | –              | –      | –      | 12     | 1      |
| 2022/23                        | Hamburger SV          | 2.Bundesliga      | 7          | 0          | 1     | 0     | –              | –              | –      | –      | 8      | 0      |
| 2023/24                        | 1. FC Magdeburg       | 2.Bundesliga      | 16         | 1          | 3     | 1     | –              | –              | 2*     | 0      | 21     | 2      |
| 2024/25                        | 1. FC Magdeburg       | 2.Bundesliga      | 25         | 5          | –     | –     | –              | –              | –      | –      | 25     | 5      |
| 2025/26                        | Plymouth Argyle       | EFL League One    | 1          | 0          | 0     | 0     | –              | –              | 0      | 0      | 1      | 0      |
| Carrière totaal                | Carrière totaal       | Carrière totaal   | 75         | 12         | 8     | 1     | –              | –              | 2      | 0      | 85     | 13     |
| Bijgewerkt tot 5 augustus 2025 |                       |                   |            |            |       |       |                |                |        |        |        |        |

* In het seizoen 2023/24 kwam Amaechi, ondanks zijn status als speler van het eerste elftal, tweemaal in actie voor het tweede elftal van 1. FC Magdeburg. Dit team speelt in de Oberliga Nordost, het vijfde niveau binnen het Duitse voetbal.

## Interlandloopbaan
Amaechi kwam uit voor verschillende Engelse jeugdelftallen en nam met Engeland –17 deel aan een eindtoernooi. In totaal speelde hij 15 jeugdinterlands, waarin hij samenwerkte met talenten als Ethan Laird, Taylor Harwood-Bellis, Tommy Doyle en Folarin Balogun.

### Engelse jeugdelftallen
Op 17 februari 2016 werd Amaechi voor het eerst geselecteerd en maakte hij zijn interlanddebuut voor Engeland –15 tijdens een wedstrijd tegen Amerika –16. Hij kwam in de 61e minuut in het veld. Tijdens een oefenwedstrijd van Engeland –17 op 13 februari 2018 in Portugal maakte hij zijn eerste doelpunt, waarmee hij in de met 2-0 gewonnen wedstrijd tegen Nederland de 1-0 op het scorebord zette.
Kort daarna werd hij geselecteerd voor het Europees kampioenschap in eigen land. Daar kwam hij in vier wedstrijden in actie en was hij in de kwartfinale tegen Noorwegen een van de doelpuntenmakers; in de 49e minuut maakte hij het tweede Engelse doelpunt in de met 2-0 gewonnen wedstrijd. Door een gele kaart moest hij de halve finale tegen Nederland missen. Engeland werd in die halve finale na strafschoppen uitgeschakeld. Op 13 oktober 2020 speelde Amaechi zijn laatste interland voor Engeland –20, in een met 2-0 gewonnen oefenduel tegen Wales, waarin hij in de 36e minuut het tweede doelpunt maakte.
| Jeugdinterlands van Xavier Amaechi voor Engeland () | Jeugdinterlands van Xavier Amaechi voor Engeland () | Jeugdinterlands van Xavier Amaechi voor Engeland () | Jeugdinterlands van Xavier Amaechi voor Engeland () | Jeugdinterlands van Xavier Amaechi voor Engeland () | Jeugdinterlands van Xavier Amaechi voor Engeland () |
| №                                                   | Datum                                               | Wedstrijd                                           | Uitslag                                             | Soort Wedstrijd                                     | Doelpunten                                          |
| Als speler bij Engeland –15                         | Als speler bij Engeland –15                         | Als speler bij Engeland –15                         | Als speler bij Engeland –15                         | Als speler bij Engeland –15                         | Als speler bij Engeland –15                         |
| --------------------------------------------------- | --------------------------------------------------- | --------------------------------------------------- | --------------------------------------------------- | --------------------------------------------------- | --------------------------------------------------- |
| 1.                                                  | 17 februari 2016                                    | Engeland – Amerika                                  | 1 – 1                                               | Vriendschappelijk                                   |                                                     |
| 2.                                                  | 19 februari 2016                                    | Engeland – Amerika                                  | 4 – 2                                               | Vriendschappelijk                                   |                                                     |
| 3.                                                  | 29 april 2016                                       | Engeland – Amerika                                  | 9 – 10 (n.s.)                                       | Vriendschappelijk                                   |                                                     |
| Als speler bij Engeland –16                         |                                                     |                                                     |                                                     |                                                     |                                                     |
| 1.                                                  | 15 februari 2017                                    | Engeland – Finland                                  | 4 – 0                                               | Vriendschappelijk                                   |                                                     |
| Als speler bij Engeland –17                         |                                                     |                                                     |                                                     |                                                     |                                                     |
| 1.                                                  | 9 februari 2018                                     | Portugal – Engeland                                 | 4 – 0                                               | Vriendschappelijk                                   |                                                     |
| 2.                                                  | 11 februari 2018                                    | Duitsland – Engeland                                | 1 – 1                                               | Vriendschappelijk                                   |                                                     |
| 3.                                                  | 13 februari 2018                                    | Engeland – Nederland                                | 2 – 0                                               | Vriendschappelijk                                   | Goal                                                |
| 4.                                                  | 4 mei 2018                                          | Engeland – Israël                                   | 2 – 1                                               | Europees kampioenschap (poule)                      |                                                     |
| 5.                                                  | 7 mei 2018                                          | Engeland – Italië                                   | 2 – 1                                               | Europees kampioenschap (poule)                      |                                                     |
| 6.                                                  | 10 mei 2018                                         | Zwitserland – Engeland                              | 1 – 0                                               | Europees kampioenschap (poule)                      |                                                     |
| 7.                                                  | 13 mei 2018                                         | Noorwegen – Engeland                                | 0 – 2                                               | Europees kampioenschap (kwartfinale)                | Goal                                                |
| Als speler bij Engeland –19                         |                                                     |                                                     |                                                     |                                                     |                                                     |
| 1.                                                  | 13 november 2019                                    | Engeland – Luxemburg                                | 4 – 0                                               | EK-kwalificatie                                     | Goal                                                |
| 2.                                                  | 16 november 2019                                    | Engeland – Macedonië                                | 5 – 0                                               | EK-kwalificatie                                     |                                                     |
| 3.                                                  | 19 november 2019                                    | Engeland – Bosnië                                   | 4 – 1                                               | EK-kwalificatie                                     |                                                     |
| Als speler bij Engeland –20                         |                                                     |                                                     |                                                     |                                                     |                                                     |
| 1.                                                  | 13 november 2020                                    | Engeland – Wales                                    | 2 – 0                                               | Vriendschappelijk                                   | Goal                                                |
| Bijgewerkt tot 27 januari 2024                      |                                                     |                                                     |                                                     |                                                     |                                                     |

## Persoonlijk
Amaechi  zijn grote voorbeeld is de voormalige Engelse international Kevin Keegan.